# بخش شرق جینتیا هیلز
بخش شرق جینتیا هیلز (به انگلیسی: East Jaintia Hills district) یک منطقهٔ مسکونی در هند است که در مگالایا واقع شده‌است. بخش شرق جینتیا هیلز ۲٬۱۲۶ کیلومتر مربع مساحت و ۳۹۵٬۱۲۴ نفر جمعیت دارد.